# Wilhelm Keitel
Wilhelm Bodewin Johann Gustav Keitel (22. september 1882 – 16. oktober 1946) var en tysk hærofficer. 
Under 2. verdenskrig var Keitel som feltmarskal (tysk titel: Generalfeldmarschall) chef for værnemagtens overkommando (OKW) og   den nærmeste militære rådgiver for Adolf Hitler.
Efter 2. verdenskrig blev han dømt og henrettet for krigsforbrydelser ved domstolen i Nürnberg. 

## Militær karriere
Keitel indtrådte i hæren i 1901 og deltog som løjtnant og senere kaptajn i 1. verdenskrig, hvor han blev såret og dekoreret med jernkorset af 1. grad. Han blev overflyttet til generalstabsarbejde, hvor han udmærkede sig som organisator med administrative evner. Af stor betydning var det, at han her mødte den lidt ældre major Werner von Blomberg, der senere blev tysk krigsminister. Keitels karriere kom til at følge Blombergs indtil skandalen omkring von Blombergs ægteskab i 1938. 
Efter krigen gjorde han tjeneste i det nyoprettede Rigsværn, hvor han 1931 udnævntes til oberst og 1. marts 1934 til generalmajor og gjorde tjeneste som stedfortrædende divisionschef i Potsdam. 
Den 1. oktober 1935 blev han udnævnt til chef for værnemagtskontoret i Rigskrigsministeriet i Berlin. Hurtigt fulgte udnævnelser til generalløjtnant den 1. januar 1936 til general i artilleriet den 1. august 1937.
Da Hitler i februar 1938 ændrede kommandostrukturen, blev Keitel stabschef for krigsminister von Blomberg. Efter afskedigelsen af von Blomberg og Werner von Fritsch blev Keitel fra 4. februar 1938 chef for OKW. Han udnævntes til generaloberst 10. november 1938. 
Efter Frankrigs fald udnævnte Hitler ham den 19. juli 1940 til feltmarskal.

## Private forhold
Wilhelm Keitel var søn af en godsejer i Helmscherode, en landsby på vestsiden af Harzen. Efter folkeskolen gik han på gymnasiet i Göttingen.
Wilhelm Keitel var en kort overgang forlovet med sin kusine Käthe Vissering inden brylluppet år 1909 med Lisa Fontaine, efterkommer af en bryggeriejer og godsejer fra Hannover Tyskland. Parret blev forældre til to sønner og en datter. Sønnen Karl-Heinz blev i 1938 gift med von Blombergs datter Dorothee, to af parrets børn blev dræbt ved forbindelsen med krigen.
Lillebroderen Bodewin Keitel (1888 – 1953), general ved infanteri.  Chef for hærens personalekontor fra år 1938 til år 1942.

## Keitels forhold til nazismen og Hitler
I årene før 1933 havde Keitel ikke forbindelse med de tyske nazister. Men han delte den kritiske holdning i store dele af officerskorpset til den demokratiske stat og var en af dem, der befordrede den såkaldte dolkestødslegende: den tyske hær ikke var slået på slagmarken, men var faldet i ryggen af hjemmefronten. 
Han mødte første gang Hitler den 17. maj 1933 ved en "SA-førerkongres" i Bad Reichenhall, hvor han talte med Hitler i længere tid. Det gjorde et stort indtryk på den politisk naive officer og blev et vendepunkt i hans liv. Han stillede sin troskab mod regimet til skue og holdt i løbet af de næste år flere taler, der støttede den nazistiske stat.
Mens han var chef for værnemagtskontoret, fik han ry for at være "ja-siger" (Lakeitel) og partisoldat. Fx udarbejdede han og von Blomberg i 1936 en instruks om at udstøde "politisk utilforladelige" soldater af værnemagten og overgive dem til Gestapo. Han var desuden ansvarlig for kontakten mellem militæret og partiet og gennemførte i 1937 sammen med leder af partiorganisationen og stedfortræder for føreren Rudolf Hess en stor PR-kampagne for at forbedre forholdet.
1939 modtog han NSDAP's gyldne partiemblem, som ellers var forbeholdt "de gamle frontkæmpere" fra før 1933. 
Det fremgår af alle udtalelser, at Keitel var Hitler blindt hengiven, hvilket indbragte ham det spottende øgenavn "Lakeitel". Det var også Keitel, som efter erobringen af Benelux-landene og Frankrig kaldte Hitler "alle tiders største feltherre" (tysk: "Größter Feldherr aller Zeiten" – en betegnelse, som dele af befolkningen latterliggjorde i forkortelsen GröFaZ, især da krigslykken vendte).
Keitels beundring for Hitlers geni fik ham til uden modsigelse at udføre hans ordrer. Der er mange beretninger om svaghed i Keitels karakter, og at han havde vanskeligt ved at træffe beslutninger og var uselvstændig og usikker. Det kompenserede han for ved en overdreven pligtfølelse, en formidabel flid og ved at udnytte sine organisatoriske og administrative evner. Intet tyder på, at Keitel i militær henseende havde taktiske eller strategiske evner. Hans udmærkelser i militæret lå først og fremmest inden for planlægningens og logistikkens område. 
Han var derfor en ideel værnemagtschef for Hitler, hvis ordrer han aldrig modsagde, men tværtimod støttede langt ud over enhver rimelighed og langt ind i krigsforbrydelser.

## Keitel under 2. verdenskrig
Keitel underskrev den 22. juni 1940 Frankrigs kapitulation i Compiègne.
Keitels sidste officielle handling var den 8. maj 1945, da han ratificerede værnemagtens kapitulation som befuldmægtiget for regeringen Karl Dönitz over for den Røde hær. Det skete i det sovjetiske hovedkvarter i Berlin som konsekvens af den betingelsesløse kapitulation, der var underskrevet den 7. maj i det amerikanske hovedkvarter i Reims af generaloberst Alfred Jodl.

## Efter 1945
Den 13. maj 1945 blev Keitel arresteret af de allierede i Flensborg og kom i krigsfangenskab.
Keitel blev ved krigsforbryderprocessen i Nürnberg i 1946 (hovedprocessen) anklaget efter alle fire hovedanklagepunkter.
- Forbrydelser mod freden.
- Deltagelse i sammensværgelse om at begå forbrydelser mod freden.
- Krigsforbrydelser.
- Forbrydelser mod menneskeheden.

Anklagerens materiale var ganske overvældende og kunne sammenfattes i en erklæring på fem sider. Han havde utvivlsomt deltaget i den almindelige og detaljerede forberedelse af angrebskrigen, og næsten enhver befaling, som var en krigsforbrydelse eller en forbrydelse mod menneskeheden, var underskrevet af ham. Hans direktiver og ordrer til hæren var så ekstreme og beviserne mod ham så overvældende, at forsvarerne frygtede, at det kunne føre til, at domstolen ville erklære hele værnemagten og generalstaben for forbryderiske organisationer. Det skete alligevel ikke . 
I foråret 1946 fik domstolen en henvendelse fra hans forsvarer, som fremførte, at Keitel overvejede at erklære sig skyldig, såfremt han kunne få rettens garanti for, at en eventuel dødsdom ville blive eksekveret ved skydning. Det var et spørgsmål om ære: Officerer bliver skudt – ikke hængt. Da den medanklagede, den tidligere rigsmarskal Göring, som Keitel anså for sin overordnede, modsatte sig det, lod Keitel sagen falde.
Den 2. oktober 1946 blev han kendt skyldig i alle anklagepunkter og dømt til døden ved hængning. 12. oktober 1946 forsøgte han igen støttet af franskmændene at få ændret henrettelsesmetoden til skydning. 
Dødsdommen blev eksekveret den 16. oktober 1946. Keitel blev hængt umiddelbart efter den tidligere udenrigsminister Joachim von Ribbentrop og før otte andre.